# 圣皮埃尔德尚迪约
圣皮埃尔德尚迪约（法語：Saint-Pierre-de-Chandieu，法語發音：[sɛ̃ pjɛʁ də ʃɑ̃djø]）是法国罗讷省的一个市镇，属于里昂区。

## 地理
圣皮埃尔德尚迪约（45°38'47"N, 5°0'53"E）面积29.28 平方千米，位于法国奥弗涅-罗讷-阿尔卑斯大区罗讷省，该省份为法国中东部省份，北起顺时针与索恩-卢瓦尔省、安省、里昂大都会、伊泽尔省和卢瓦尔省接壤。
与圣皮埃尔德尚迪约接壤的市镇（或旧市镇、城区）包括：圣洛朗德米尔、格勒奈、埃里约、瓦朗桑、沙波奈、米永斯、圣博内德米尔、聖普列斯特、图雪。

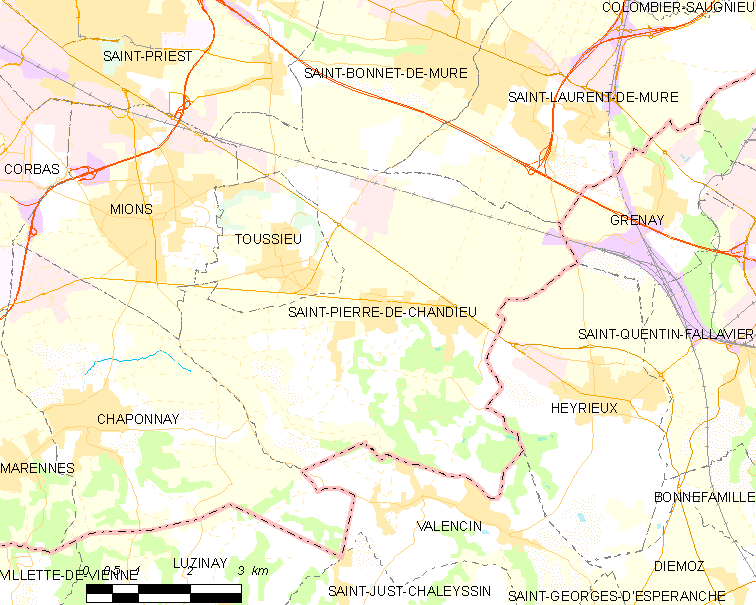
圣皮埃尔德尚迪约的OSM定位图

圣皮埃尔德尚迪约的时区为UTC+01:00、UTC+02:00（夏令时）。

## 行政
圣皮埃尔德尚迪约的邮政编码为69780，INSEE市镇编码为69289。

## 政治
圣皮埃尔德尚迪约所属的省级选区为热纳斯县。

## 人口

1962-2008年间圣皮埃尔德尚迪约人口变化图示

圣皮埃尔德尚迪约于2022年1月1日时的人口数量为4588人。